# Miriam Kurrle
Miriam Kurrle (* 21. November 1984) ist eine deutsche Sopranistin, Gesangspädagogin und Chorleiterin.

## Leben
Miriam Kurrle absolvierte ihr Musikstudium an der Hochschule für Musik Karlsruhe. Des Weiteren studierte sie Anglistik und Germanistik an den Universitäten in Tübingen und Heidelberg. 2012 war sie Stipendiatin des Richard-Wagner-Verbandes, 2018 wurde sie Stipendiatin des Zonta-Clubs Karlsruhe.
Nach zehn Jahren am Theater Pforzheim, meist als Einspringerin, sowie Engagements an der Operettenbühne Wien, der Lübecker Sommeroperette und bei Opera Classica Europa war sie 2015–2017 Ensemblemitglied an der Kammeroper Köln. Neben kleinen und mittleren Partien zählen zu ihren gesungenen Partien Mimi (La Bohème), Hanna Glawari (Die lustige Witwe) und Saffi (Der Zigeunerbaron) sowie Brünnhilde (Wagner's Ring für Kinder) und Brunhild von Isenland (Die Lustigen Nibelungen).
Für Opern- und Operettengalas wurde sie von folgenden Orchestern engagiert: Frankfurter Sinfoniker, Kölner Symphoniker, Südwestdeutsches Kammerorchester, Starkenburg Philharmoniker, Rhein-Main-Philharmoniker, Smetana Philharmoniker Prag und Johann-Strauss-Orchester Frankfurt. Darüber hinaus gibt sie Operettenkonzerte mit dem Marcel-Baluta-Orchester Bad Wildbad sowie dem Salon Ensemble Sentimental.
Neben ihrer Tätigkeit im kirchenmusikalischen Bereich ist sie außerdem als Chorleiterin und Stimmbildnerin tätig. Ihr bekanntester Schüler ist Anthony Muresan, Bundespreisträger Jugend Musiziert Gesang 1. Platz 2015 und Jungstudent an der Hochschule für Musik Karlsruhe.
2017 erschien die erste wissenschaftliche Publikation über den Einfluss von Musik und Musiktherapie auf Kinder mit ADHS. Im Rahmen ihrer Promotion erforscht sie Operetten von Komponistinnen.
Miriam Kurrle lebt in Bad Herrenalb (Nordschwarzwald).